# 胡亚美
胡亚美（1923年3月24日—2019年10月3日），女，北京人，中国医学家，专攻小儿健康的血癌（即白血病）治疗研究工作。

## 生平
1941年在燕京大学医预系学习，1942年3月进入北大医学院，1947年7月毕业于北京大学医学院。曾任北京儿童医院副院长、院长、名誉院长。1986年6月，中国科学技术协会第三次全国代表大会在北京召开，选举产生第三届全国委员会。6月28日，第三届全国委员会第一次会议召开，推举其担任常务委员。1994年12月当选中国工程院医药卫生学部院士。